# Vinarovo (distrikt i Bulgarien, Vidin)
Vinarovo (bulgariska: Винарово) är ett distrikt i Bulgarien.   Det ligger i kommunen Novo selo och regionen Vidin, i den nordvästra delen av landet, 160 km norr om huvudstaden Sofia.